# Polikárp Zakar
Polikárp Zakar (n. Ferenc Zakar; n. 8 iunie 1930, Zmajevo⁠(d), Districtul Bačka de Sud, Serbia – d. 17 septembrie 2012, Budapesta, Ungaria) a fost un călugăr cistercian originar din Voivodina, superior general al Ordinului Cistercian din 1985 până în 1995, apoi abate (stareț) al Mănăstirii Zirc.
Polikárp Zakar a scris numeroase studii istorice.
În anul 1995 a fost distins cu Ordinul Maghiar de Merit.

## Viața
În anul 1948 a intrat în ordinul cistercian și a primit numele Sfântului Policarp, un martir creștin din secolul al II-lea.